# Porjus
Porjus (Saami: Bårjås) is een klein dorp in de gemeente Jokkmokk in het Zweedse deel van Lapland.
Porjus is gebouwd op de plaats waar het Grote Lulemeer (Stora Lulevatten) leegstroomt in de Grote Lule (Stora Luleälven). Het dorp is vanaf 1909 gebouwd om de arbeiders van de waterkrachtcentrale (een van de oudste en krachtigste in Zweden) een woonplek te bieden. Vlak nabij het dorp ligt een wintersportgebied. In Porjus is ook een provisorisch stationnetje aanwezig; het is een halteplaats aan de toeristische spoorlijn Inlandsbanan. Het is in gebruik als restaurant.
Nog geen 8 km naar het zuiden ligt de waterkrachtcentrale Harsprånget, een plaatsaanduiding, alwaar ook een kleine kapel en een klein stationnetje voor de Inlandsbanan aan de andere oever van de Grote Lule.